# ロベルト・ゴンサレス・バヨン
- ロベール
- ロベール・ゴンサレス
- ロベルト・ゴンサレス

ロベル・ゴンサレス（Rober González）ことロベルト・ゴンサレス・バヨン（Roberto González Bayón、2001年1月8日 - ）は、スペイン・エストレマドゥーラ州メリダ出身のサッカー選手。NECナイメヘン所属。ポジションはFW。

## クラブ経歴
エストレマドゥーラ州のバダホス県メリダに生まれ、2013年にメリダCFからレアル・ベティスのカンテラに入団した。2017年6月8日にクラブと3年間のプロ契約を交わすと、2017-18シーズンに16歳でBチーム初出場を記録した。
2018年11月1日、コパ・デル・レイのラシン・サンタンデール戦にて、78分に乾貴士との途中交代でトップチームデビューを果たした。トップチームデビュー後は、Bチームでのプレーが続き、2020年9月3日、2020-21シーズンはセグンダ・ディビシオンに所属するUDラス・パルマスへレンタル移籍することが発表された。ラス・パルマスでは、10月3日のUDログロニェス戦でプロ初ゴールを、4月1日のCDルーゴ戦ではハットトリックを達成した。
ラス・パルマスからベティスへレンタルバック後の2021年8月14日、RCDマジョルカ戦にて同じくカンテラ出身のロドリに変わって試合に投入され、ラ・リーガ初出場を経験した。2022年1月14日、2020-21シーズンの前半戦はリーグ戦の出場が4試合だったため、この日に古巣ラス・パルマスへシーズン終了まで再びレンタル移籍をした。
2022年9月1日、デポルティーボ・アラベスに1シーズンの間レンタル移籍することが決定した。
2023年7月14日、2023-24シーズンは買取オプション付きの契約でNECナイメヘンへレンタル移籍することが発表された。